# Garden City (Nueva York)
Garden City es una villa ubicada en el condado de Nassau en el estado estadounidense de Nueva York. Garden City fue fundada en 1869 por el multimillonario Alexander Turney Stewart. En el año 2000 tenía una población de 21.672 habitantes y una densidad poblacional de 1.567,4 personas por km². Garden City se encuentra dentro del pueblo de Hempstead y North Hempstead.

## Historia
En 1869 el multimillonario escocés Alexander Turney Stewart compró una parte de las llanuras de Hempstead, en ese momento poco habitadas, para fundar la ciudad de Garden City.
La gran atracción de la nueva comunidad era el Garden City Hotel diseñado por la aclamada firma de McKim, Mead & White. Aunque la estructura original (como también la que fue repuesta a finales del siglo XIX) fue derribada hace mucho tiempo, se construyó un nuevo hotel en los mismos terrenos, como también muchas casas de arquitectura victoriana. Stewart creó la compañía ferroviaria Central Railroad of Long Island y para acceder a Garden City abrió la línea de Hempstead en 1873.
La mujer de Turney, Cornelia, fundó la escuela para niños St. Paul’s School, la escuela de niñas St. Mary’s School, una residencia para obispos y la Catedral Gótica de la Encarnación. Hoy día es el centro de la Diócesis Episcopal de Long Island y donde descansan Alexander Turney Stewart y Cornelia Stewart. La señora Stewart murió en 1886, un año después de la construcción del memorial en 1885. De 2008 a 2012, la Catedral de la Encarnación estuvo sometida a una rehabilitación gracias a una inversión multimillonaria.
En 1910 Doubleday, Page, and Co., uno de los grupos publicitarios más importantes del mundo, trasladó su sede a Garden City y creó su propia estación de tren. La compañía compró una gran parte de terreno para acomodar a sus ejecutivos. Su sede, conocida como Country Life Press, estuvo en Garden City hasta que Bertelsmann se hizo cargo de la empresa a mediados del 1980. La sede cerró en 1988 y desde entonces se ha convertido en oficinas para Bookspan, una empresa de Doubleday.
Desde 1915 Garden City fue creciendo incorporando localidades de sus alrededores. Debido al crack del 1929 su ampliación se vio estancada. A partir del 1930 Garden City padeció un boom de población y se construyeron muchas residencias para acomodar a la nueva población. La planificación y arquitectura de las nuevas viviendas fueron estrictamente controladas para preservar la visión y planificación de Stewart.
En 1970 el viejo Garden City Hotel se declaró en bancarrota y cerró. El hotel se demolió y Garden City se quedó sin uno de sus símbolos históricos más importantes. En su lugar se construyó un nuevo hotel.
En 1989 la escuela St. Paul’s School cerró y en 1993 lo compró la ciudad de Garden City. La escuela St. Mary’s School se demolió en 2002 y se han construido 6 casas en su lugar.

## Geografía
Garden City se encuentra ubicada en las coordenadas 40°43′37″N 73°38′58″O / 40.72694, -73.64944. Según la Oficina del Censo, la ciudad tiene un área total de 13,8 km² (5,3 mi²), de la cual 13,8 km² (5,3 mi²) es tierra y 0 km² (0 mi²) (0%) es agua.

## Demografía
Según la Oficina del Censo en 2007 los ingresos medios por hogar en la localidad eran de $142,788, y los ingresos medios por familia eran $164,486. Los hombres tenían unos ingresos medios de $93,144 frente a los $49,954 para las mujeres. La renta per cápita para la localidad era de $53,196. Alrededor del 10.6% de la población estaban por debajo del umbral de pobreza.

## Transporte
En Garden City hay 5 estaciones de trenes de la compañía ferroviaria Long Island Rail Road (LIRR). Las paradas de la línea de Hempstead son Stewart Manor, Nassau Boulevard, Garden City y Country Life Press. En la línea de LIRR de Huntington también hay la parada de Merillon Avenue. El tiempo hasta Manhattan es de 30 a 54 minutos dependiendo de la línea utilizada.